# Nether Compton
Nether Compton est une paroisse civile et un village du Dorset, en Angleterre.